# 玛丽·李奇蒙
玛丽·艾伦·李奇蒙（Mary Ellen Richmond）（1861年—1928年）她与 简·亚当斯（Jane Addams） 一起被誉为是社会工作专业的“母亲”。她在1917年发表的著作《社會診斷》被认为是社会工作学科出现的标志。其后在1922年她发表《什么是社会个案工作》一书，对社会工作有了更清晰完整的阐述，标志着个案工作的创立。她终身未婚，膝下无儿女，1928年因癌症在纽约去世。

## 译名
李奇蒙著作的中文译本中对其名字的翻译不统一，目前能见到的包括“芮奇孟”、“李奇蒙”、“芮奇芒德”、“里士满”、“里奇蒙”等。

## 早年
她于1861年8月5日出生于伊利诺伊州的贝尔维尔。她的父母在玛丽3岁时就去世了，她的三个兄弟姐妹也因为肺结核而死亡，这迫使她和她的祖母和姑姑一起住在马里兰州的巴尔的摩。她是亨利·里士满（Henry Richmond）的第二个女儿，亨利是一位马车铁匠，她的母亲拉维尼亚·哈里斯·里士满（Lavinia Harris Richmond）是一位著名的巴尔的摩珠宝商和房地产经纪人的女儿。
里士满随后由她寡居的外祖母梅希塔布尔·哈里斯（Mehitable Harris）和两个姑姑抚养。她的外祖母是一位积极的女权主义者，以灵性主义者和激进分子而闻名。她从小就被各种关于平权、政治和社会信念以及灵性主义的讨论所包围。这意味着她继承了良好的批判性思维能力和对穷人、有需要的人和残疾人的关爱态度。她的外祖母教她不平等、平权、种族问题、灵性主义以及各种自由、社会和政治信念等重要话题。
里士满在家里上学直到11岁，然后进入了一所公立学校。她不得不在家上学，因为她的外祖母不相信传统的教育制度。在家上学期间，玛丽致力于尽可能多地阅读，她的知识大部分是通过自己的学习热情而自学的。在这样一群强大而聪明的女性身边，里士满实际上是相当害羞的，喜欢一个人呆着。
她于1878年从巴尔的摩东部女子高中毕业，当时她16岁。她随后去了纽约市和她的一个姑姑住在一起。然而，当她的姑姑病得很重时，她把玛丽一个人置于贫困之中。在纽约过了两年的贫苦生活之后，她回到了巴尔的摩，做了几年的簿记员，并非常积极地参与了Unitarian Church（一个基督教教派）的活动。

## 社会工作事业
1889年，她开始在慈善组织协会（Charity Organization Society）工作，这是第一个提供社会工作专业服务的组织。她在这个组织中提出了许多关于如何进行个案工作的想法。1900年，她成为费城组织慈善协会的总书记，她在这个职位上推动了强制教育、童工、遗弃和不赡养配偶等方面的立法改革。1909年，她成为纽约罗素·萨奇基金会（Russell Sage Foundation）慈善组织部门的主任，她在这个职位上改善了记录保存、个案工作者的培训和新的社会工作项目的实施。她认为社会工作者、教育者和医疗系统之间的紧密合作是成功帮助有需要的人的关键。她的职业生涯从巴尔的摩和费城的慈善组织领导层发展到在著名的罗素·萨奇基金会担任高级职位。她在那里的社会工作者是最早能够开发出帮助贫困家庭的方法和系统的人。她的成功和领导力促进了许多其他组织继续支持和发展社会工作的实践。里士满认为社会福利是一项公民责任，她的许多社会工作理论被亚洲、南美和欧洲的国家采用。

## 主要贡献
里士满的主要贡献包括为遗弃的妻子争取立法，创立了宾夕法尼亚童工委员会、公共慈善协会、少年法院和住房协会。她还致力于社会工作领域的研究，她制定了如何收集信息、进行访谈、建立联系和进行对话的指导。她还确定了六种对客户和社会工作者有用的权力来源：家庭内部、客户本人、邻里和更广泛的社会网络、民事机构、私人和公共机构。她还出版了一些书籍，如《穷人之间的友好访问》、《社会诊断》和《什么是社会个案工作》。这些书展示了她对社会个案工作的理解。她认为人与其社会环境之间的关系是决定他们的生活状况或地位的主要因素。她的理念是基于社会理论，认为应该先从个人或家庭入手，然后考虑他们最亲密的社会联系，如家庭、学校、教会、工作等，再考虑社区和政府。这样才能确定如何帮助人们做出调整，改善他们的处境。里士满关注的是个人的优势，而不是责怪他们的不足。她的重点是儿童、医疗社会工作和家庭。她的所有理念现在都是社会工作教育的基础。